# Бардах Яків Юлійович
Я́ків Ю́лійович Барда́х (1857, Одеса — 17 липня 1929, Одеса) — український радянський мікробіолог, бактеріолог. Винайшов спосіб виготовлення протидифтерійної сироватки.

## Життєпис
Народився в Одесі в сім'ї вчителя.
Закінчив фізико-математичний факультет Одеського університету (сьогодні — Одеський національний університет імені І. І. Мечникова) (1880) та Військово-медичну академію у Петербурзі (1883). 1888 разом з І. І. Мечниковим та М. Ф. Гамалією брав участь в організації Одеської бактеріологічної станції, де впродовж 1889—1891 років працював з Данилом Заболотним
З 1895 — викладач університету в Одесі, де згодом створив першу кафедру мікробіології.
З 1895 р. і до кінця життя вів курс мікробіології в Новоросійському університеті. У 1891—1894 рр. незалежно від німецького вченого Еміля Берінга та французького бактеріолога Еміля Ру він розробив методику виготовлення протидифтерійної сироватки. Відомі також його дослідження, пов'язані з розробленням методики виготовлення туберкуліну. У 1903 році організував в Одесі одну з перших у Україні станцію швидкої медичної допомоги.
Викладав у Новоросійському університеті.
У 1922—1929 роках був завідувачем лабораторії науково-дослідної кафедри мікробіології Одеського інституту народної освіти.

## Праці
Праці Бардаха, присвячені вивченню сказу, дифтерії, черевного й поворотного тифів, а також теорії імунітету тощо.